# 산타크루스 (마데이라 제도)

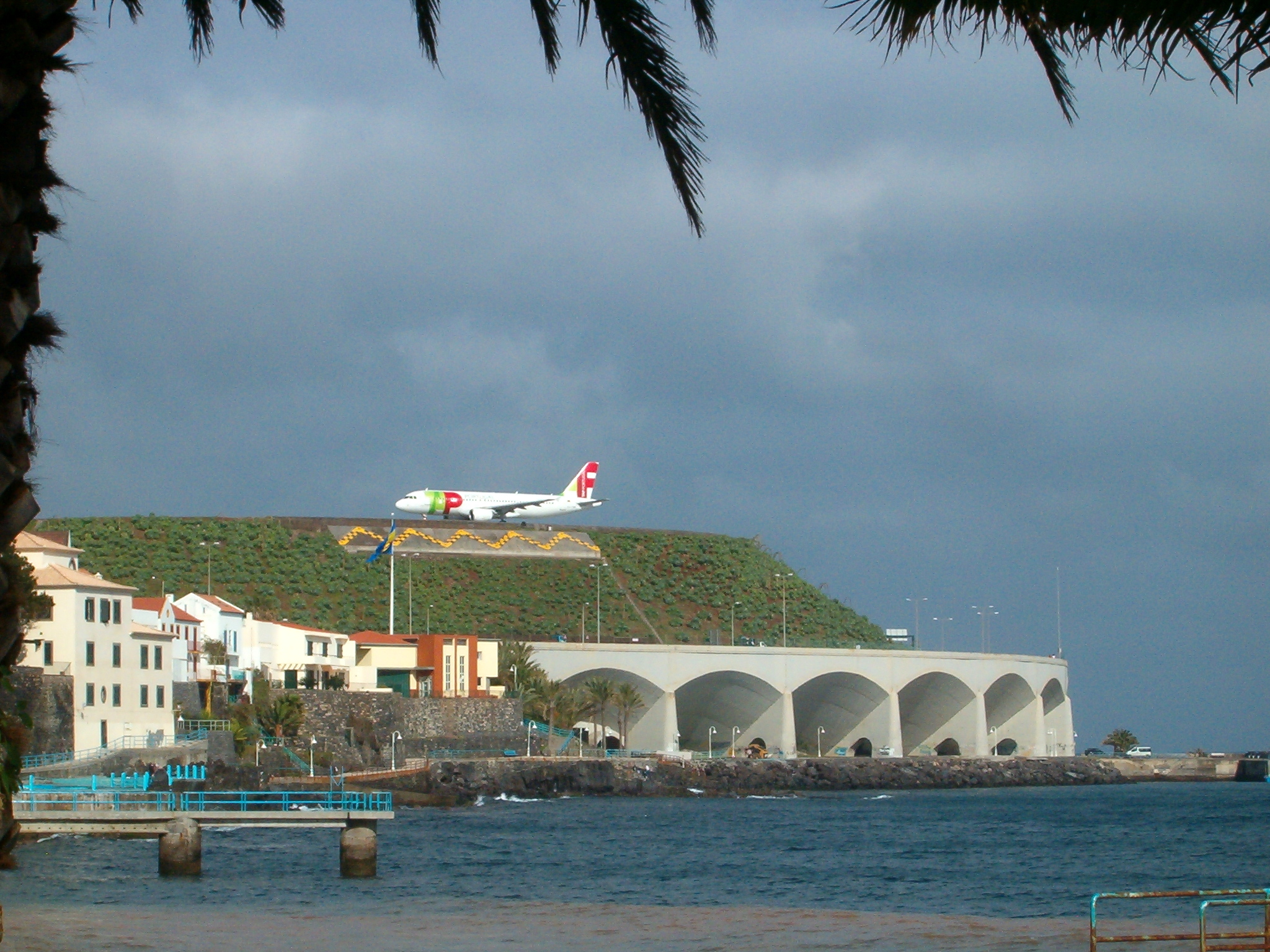

산타크루스(포르투갈어: Santa Cruz)는 포르투갈 마데이라 제도 동부에 위치한 도시로 면적은 81.50km2, 인구는 43,005명(2011년 기준)이다. 마데이라 제도에서 푼샬 다음으로 인구가 많은 도시이다.